# Environment Canada
Environment and Climate Change Canada (en francés Environnement et Changement climatique Canada) es un Ministerio del Gobierno de Canadá. Desde el 4 de enero de 2011 el actual ministro responsable del ambiente es Peter Kent.

## Tareas
Este Ministerio tiene como tareas:
- Conservar y mejorar la calidad del ambiente natural, en particular, la del agua, el aire y el suelo
- Preservar los recursos renovables del Canadá, en particular, las aves migratorias, la flora y la fauna silvestre en general, conservar y proteger los recursos hídricos de Canadá
- Prestar servicios meteorológicos (mediante el Servicio meteorológico de Canadá)
- Garantizar el respeto de las normas tomadas por la Comisión Mixta internacional de Canadá y los Estados Unidos en lo relativo a las aguas limítrofes
- Coordinar los planes y los programas federales relativos al perro